# Of Machines
Of Machines was een Amerikaanse post-hardcoreband afkomstig uit Atlanta, Georgia.

## Biografie
De band werd in 2006 opgericht door Austin Thornton, Bennett Freeman, Dylan Anderson, Mark Tanner, Michael Matejick en Jonathan Lugo onder de naam  We Are Kings. Op 14 oktober 2018 tekende de band een contract bij Rise Records. Hier brachten ze onder de naam Of Machines in 2009 hun door Cameron Mizell geproduceerde album uit. Het album heet As If Everything Was Held in Place en zoe het enige studioalbum van de band zijn. In 2010 besloot zanger Dylan Anderson de band te verlaten, waarna de rest van de band er ook voor onbepaalde tijd mee stopte.
In 2013 kwam de band dan toch weer bij elkaar. Via Kickstarter probeerden ze geld te verzamelen voor een nieuwe ep, en datzelfde jaar nog verschenen er op het YouTube kanaal van de band twee demo's. Hoewel de verwachting was uitgepsroken dat de ep eind 2013 zou verschijnen, bleef het lange tijd stil rondom de band. In werd in 2015 aangekondigd dat, alle inspanningen ten spijt, de band definitief uit elkaar ging. De band gaf middels een statement aan dat alle muziek voor de ep geschreven was, maar dat ze zanger Dylan Anderson al maanden lang niet konden bereiken en dat het zonder hem onmogelijk was een ep op te nemen.
Hierna volgde de nodige controverse. De band gaf aan dat het PayPal-account met donaties in handen was van Anderson en dat donateurs zich tot hem moesten richten wanneer ze hun geld terug wilden. Anderson gaf aan dat het niet om veel geld ging en dat het geld al gebruikt was voor de opnames. In ditzelfde bericht stelde Anderson dat hij het meeste werk verricht had voor de totstandkoming van de ep en dat hij helemaal niet 'verdwenen' was, maar dat conflicterende werkschema's het onmogelijk maakten aan de ep te werken.

## Bezetting
Laatste formatie
- Dylan Anderson - leidende vocalen (2006-2010, 2013-2015)
- Bennett Freeman - niet-schone vocalen, keyboards, synthesizers (2006–2010, 2013-2015)
- Mark Tanner - bas, achtergrondvocalen (2006–2010, 2013-2015)
- Michael Matejick - gitaar, achtergrondvocalen (2006–2010, 2013-2015)
- Jonathan Lugo - gitaar, achtergrondvocalen (2006–2010, 2013-2015)

Voormalige leden
- Austin Thornton - drums, percussie (2006 - 2009)
- Brent Guistwite - drums, percussie (2010)
- Loniel Robinson - drums, percussie (2009-2010)

## Discografie
Studioalbums
- 2009: As If Everything Was Held in Place